# Liporrhopalum parvifoliae
Liporrhopalum parvifoliae är en stekelart som beskrevs av Hill 1969. Liporrhopalum parvifoliae ingår i släktet Liporrhopalum och familjen fikonsteklar. Inga underarter finns listade i Catalogue of Life.